# محمد عبد الله (رياضي)
محمد عبد الله (ولد عام 1935) هو رياضي عراقي متخصص في رياضة القفز بالزانة. تنافس في دورة الألعاب الأولمبية الصيفية عام 1960.

## روابط خارجية
- محمد عبد الله على موقع أوليمبيديا (الإنجليزية)